# Lista över countyn i Georgia
Detta är en lista över de 159 countyn som finns i delstaten Georgia i USA.
| County               | Huvudort (county seat) |
| -------------------- | ---------------------- |
| Appling County       | Baxley                 |
| Atkinson County      | Pearson                |
| Bacon County         | Alma                   |
| Baker County         | Newton                 |
| Baldwin County       | Milledgeville          |
| Banks County         | Homer                  |
| Barrow County        | Winder                 |
| Bartow County        | Cartersville           |
| Ben Hill County      | Fitzgerald             |
| Berrien County       | Nashville              |
| Bibb County          | Macon                  |
| Bleckley County      | Cochran                |
| Brantley County      | Nahunta                |
| Brooks County        | Quitman                |
| Bryan County         | Pembroke               |
| Bulloch County       | Statesboro             |
| Burke County         | Waynesboro             |
| Butts County         | Jackson                |
| Calhoun County       | Morgan                 |
| Camden County        | Woodbine               |
| Candler County       | Metter                 |
| Carroll County       | Carrollton             |
| Catoosa County       | Ringgold               |
| Charlton County      | Folkston               |
| Chatham County       | Savannah               |
| Chattahoochee County | Cusseta                |
| Chattagooga County   | Summerville            |
| Cherokee County      | Canton                 |
| Clarke County        | Athens                 |
| Clay County          | Fort Gaines            |
| Clayton County       | Jonesboro              |
| Clinch County        | Homerville             |
| Cobb County          | Marietta               |
| Coffee County        | Douglas                |
| Colquitt County      | Moultrie               |
| Columbia County      | Appling                |
| Cook County          | Adel                   |
| Coweta County        | Newnan                 |
| Crawford County      | Knoxville              |
| Crisp County         | Cordele                |
| Dade County          | Trenton                |
| Dawson County        | Dawsonville            |
| Decatur County       | Bainbridge             |
| DeKalb County        | Decatur                |
| Dodge County         | Eastman                |
| Dooly County         | Vienna                 |
| Dougherty County     | Albany                 |
| Douglas County       | Douglasville           |
| Early County         | Blakely                |
| Echols County        | Statenville            |
| Effingham County     | Springfield            |
| Elbert County        | Elberton               |
| Emanuel County       | Swainsboro             |
| Evans County         | Claxton                |
| Fannin County        | Blue Ridge             |
| Fayette County       | Fayetteville           |
| Floyd County         | Rome                   |
| Forsyth County       | Cumming                |
| Franklin County      | Carnesville            |
| Fulton County        | Atlanta                |
| Gilmer County        | Ellijay                |
| Glascock County      | Gibson                 |
| Glynn County         | Brunswick              |
| Gordon County        | Calhoun                |
| Grady County         | Cairo                  |
| Greene County        | Greensboro             |
| Gwinett County       | Lawrenceville          |
| Habersham County     | Clarkesville           |
| Hall County          | Gainesville            |
| Hancock County       | Sparta                 |
| Haralson County      | Buchanan               |
| Harris County        | Hamilton               |
| Hart County          | Hartwell               |
| Heard County         | Franklin               |
| Henry County         | McDonough              |
| Houston County       | Perry                  |
| Irwin County         | Ocilla                 |
| Jackson County       | Jefferson              |
| Jasper County        | Monticello             |
| Jeff Davis County    | Hazlehurst             |
| Jefferson County     | Louisville             |
| Jenkins County       | Millen                 |
| Johnson County       | Wrightsville           |
| Jones County         | Gray                   |
| Lamar County         | Barnesville            |
| Lanier County        | Lakeland               |
| Laurens County       | Dublin                 |
| Lee County           | Leesburg               |
| Liberty County       | Hinesville             |
| Lincoln County       | Lincolnton             |
| Long County          | Ludowici               |
| Lowndes County       | Valdosta               |
| Lumpkin County       | Dahlonega              |
| Macon County         | Oglethorpe             |
| Madison County       | Danielsville           |
| Marion County        | Buena Vista            |
| McDuffie County      | Thomson                |
| McIntosh County      | Darien                 |
| Meriwether County    | Greenville             |
| Miller County        | Colquitt               |
| Mitchell County      | Camilla                |
| Monroe County        | Forsyth                |
| Montgomery County    | Mount Vernon           |
| Morgan County        | Madison                |
| Murray County        | Chatsworth             |
| Muscogee County      | Columbus               |
| Newton County        | Covington              |
| Oconee County        | Watkinsville           |
| Oglethorpe County    | Lexington              |
| Paulding County      | Dallas                 |
| Peach County         | Fort Valley            |
| Pickens County       | Jasper                 |
| Pierce County        | Blackshear             |
| Pike County          | Zebulon                |
| Polk County          | Cedartown              |
| Pulaski County       | Hawkinsville           |
| Putnam County        | Eatonton               |
| Quitman County       | Georgetown             |
| Rabun County         | Clayton                |
| Randolph County      | Cuthbert               |
| Richmond County      | Augusta                |
| Rockdale County      | Conyers                |
| Schley County        | Ellaville              |
| Screven County       | Sylvania               |
| Seminole County      | Donalsonville          |
| Spalding County      | Griffin                |
| Stephens County      | Toccoa                 |
| Stewart County       | Lumpkin                |
| Sumter County        | Americus               |
| Talbot County        | Talbotton              |
| Taliaferro County    | Crawfordville          |
| Tattnall County      | Reidsville             |
| Taylor County        | Butler                 |
| Telfair County       | McRae                  |
| Terrell County       | Dawson                 |
| Thomas County        | Thomasville            |
| Tift County          | Tifton                 |
| Toombs County        | Lyons                  |
| Towns County         | Hiawassee              |
| Treutlen County      | Soperton               |
| Troup County         | LaGrange               |
| Turner County        | Ashburn                |
| Twiggs County        | Jeffersonville         |
| Union County         | Blairsville            |
| Upson County         | Thomaston              |
| Walker County        | LaFayette              |
| Walton County        | Monroe                 |
| Ware County          | Waycross               |
| Warren County        | Warrenton              |
| Washington County    | Sandersville           |
| Wayne County         | Jesup                  |
| Webster County       | Preston                |
| Wheeler County       | Alamo                  |
| White County         | Cleveland              |
| Whitfield County     | Dalton                 |
| Wilcox County        | Abbeville              |
| Wilkes County        | Washington             |
| Wilkinson County     | Irwinton               |
| Worth County         | Sylvester              |